# Miguel Ybarra y Lasso de la Vega
Miguel Ybarra y Lasso de la Vega (Sevilla, 12 de julio de 1912-Buenos Aires, 5 de octubre de 1976) fue un político y empresario español que desempeñó el cargo de alcalde de Sevilla durante la dictadura de Francisco Franco, en el periodo comprendido entre 1940 y 1943.

## Biografía
Pertenecía a la rama sevillana de la familia Ybarra, iniciada por José María Ybarra Gutiérrez de Caviedes (Bilbao, 1816 - Sevilla, 1878), I Conde de Ybarra.
En noviembre de 1941, durante su periodo de gestión en la ciudad de Sevilla, se aprobó el anteproyecto para la instalación de la Feria de Abril en Los Remedios, acordando la corporación que desde ese mismo año dejaría de celebrarse el evento en su lugar habitual, El Prado de San Sebastián, que era de extensión insuficiente. Sin embargo el traslado efectivo no tuvo lugar hasta 1973, siendo alcalde de la ciudad Juan Fernández Rodríguez García del Busto.
Químico de profesión, estuvo ligado desde muy joven a la empresa marítima Hijos de Ybarra Argentina. Se estableció en Argentina, y desarrollo en este país diferentes establecimientos industrias en Buenos Aires, Córdoba (Argentina), Mendoza, San Juan y Misiones entre otras.